# Borda do Rio
Borda do Rio é uma localidade portuguesa distanciada cerca de 3 km do Louriçal.
Seu nome é uma referência ao facto de que os habitantes da região que actualmente é Casais de Além, quando desejavam ir à parte de baixo, por onde passa um rio, diziam que iam "à borda do rio", daí derivou-se o nome do lugar.